# Lutocin
Lutocin is een dorp in het Poolse woiwodschap Mazovië, in het district Żuromiński. De plaats maakt deel uit van de gemeente Lutocin en telt 1000 inwoners.